# 日本スリーデーマーチ
日本スリーデーマーチ（ニッポン スリーデーマーチ）は、日本で最大・最古のウォーキング大会。
例年11月初旬に埼玉県東松山市を中心とする比企丘陵を舞台に開催されておおり、世界ではオランダに次ぐ第2位、日本では最大のウォーキング大会。世界26カ国・地域29大会で構成される国際マーチングリーグ（IML）に登録されており、2017年に第40回、2022年には第45回の記念大会を迎えた。

## 特徴
日本では最大規模であり、1978年から開催されている日本で最も歴史あるウォーキングイベント。世界では、オランダのナイメーヘンで行われるナイメーヘン国際フォーデーマーチに次ぐ第2位の規模。国内の大会では九州国際スリーデーマーチと共に国際マーチングリーグに加盟しており、例年多くの外国人ウォーカーが参加し、過去の実績では3日間でのべ10万人の参加者が比企丘陵を歩いている。
主催は東松山市・日本ウオーキング協会・埼玉県・東松山市教育委員会・埼玉県ウオーキング協会。コースは、50 kmから5 kmまでの6コース×3日間の18コースに加え、30kmの特別コースが1日分用意されており、3日間で19コースが用意されている。
国内のウォーキング大会で、3日間開催される「スリーデーマーチ」は、「日本スリーデーマーチ（埼玉県東松山市）」、「九州国際スリーデーマーチ（熊本県八代市）」、「瀬戸内しまなみ海道スリーデーマーチ]（愛媛県今治市）」の3つのみである。

## 開催日
- 例年、11月上旬の連休を含む3日間で実施される。

## 中央会場
- 埼玉県東松山市（東松山市立松山第一小学校グランド）
  - 第1回～第2回　群馬県新町（現・高崎市）
  - 第3回～第6回　埼玉県東松山市に鎮座する箭弓稲荷神社境内
  - 第7回～　　　 東松山市立松山第一小学校グランド

## コース
3日間、毎日異なるルートを歩く。大会1日目と2日目は「和紙の里・武蔵嵐山ルート」「吉見百穴・武蔵丘陵森林公園|森林公園ルート」で、「都幾川・千年谷公園ルート」は、必ず3日目に設定されるが、他のコースは年により入れ替わることがある。
なお、「和紙の里・武蔵嵐山ルート」が開催される日に併せて、「東秩父・和紙の里から30キロ特別コース」も開催される。
- 和紙の里・武蔵嵐山ルート（北・西コース、丘陵）
- 吉見百穴・森林公園ルート（東・北コース、平地）
- 都幾川・千年谷公園ルート（西・南コース、丘陵）

## 参加種目
50 km コース
6コースの中では最も長距離を歩くコースである。
40 km コース
2015年に25年ぶりに復活されたコースで、ルートは50 km コースを途中でショートカットするように設定されている。
30 km コース
比較的郊外まで行ける中級者向けコースである。また、中央会場から臨時バスで向かう「東秩父村和紙の里」を起点として小川町の「埼玉伝統工芸会館」で30 km コースに合流する特設コースが別に設けられている。
20 km コース
10 km コースや5 km コースが出来る以前は最短コースで、国際マーチングリーグ（IML）や日本マーチングリーグ（JML）などの完歩認証を受けることが可能な最も短い距離のコースである。
10 km コース
車いすを利用されている方や障害のある方、高齢者やベビーカーを利用している方向けの「ゆっくりウオーク」も同枠内で開催される。
5 km コース
歩いて育む「歩育（ほいく）」推進の一環で、幼児でも気軽に参加できる東松山市内の市街地を中心に歩くルート。ベビーカーでも参加できるよう工夫されたコース設定となっている。また、ハロウィンのように仮装しながらウオーキングする「コスパレ」も同枠内で開催されたことがある。
※ 国際マーチングリーグ（IML）、日本マーチングリーグ（JML）等の完歩認定を受けることができるのは、20kmコース以上となっている(70歳以上の参加者は10㎞以上)。

## 姉妹都市
主催団体である東松山市の姉妹都市、オランダのナイメーヘン市では、世界最大規模の「ナイメーヘン国際フォーデーマーチ」が開催されており、ウォーキングイベントを含めた交流が活発に行われている。詳細は「ナイメーヘン国際フォーデーマーチ」と「ナイメーヘン」を参照。

## スリーデーマーチ号
2002年まで開催期間中、東上線に臨時電車「スリーデーマーチ号」が池袋駅から森林公園駅間に運転されていた。しかしスリーデーマーチは会場混雑の対策からコースごとにスタート時間をずらしており運行設定が難しかったことから廃止され、朝の森林公園駅ゆきの定期電車にヘッドマークをつけた電車を運転した。

## 歴史
- 1978年：群馬県新町を拠点に第1回「全日本スリーデーズマーチ」開催。参加資格は12歳以上で、30・40・50キロメートルコースを設置。
- 1980年：第3回大会から埼玉県東松山市を拠点に開催。中央会場は箭弓稲荷神社。年齢制限を撤廃し、10キロコースと最終日のパレードコースを設置。
- 1981年：第4回大会から、「日本スリーデーマーチ」に名称変更。15キロコースを新設。厚生事業団体力医学研究所による一般の中年以上を対象とした「歩きの生理学調査」を日本で初めて行う。この調査を皮切りにウォーキングが科学的に取り扱われるようになる。
- 1982年：第5回大会を記念してオランダ・ナイメーヘン市のハームセン市長を招待。40キロコースを廃止。
- 1983年：「一日の授業も大切だが、全国のいや世界の中で、東松山市でしか味わえないことを体験することも大切だろう」と、東松山市内の全小中学生を全員スリーデーマーチに参加させる決定を教育委員会（田口弘教育長）が決定。「歩くことの喜びを通して、世界の子供たちを救おう」というチャリティー（参加費300円）の「森林公園ラブウォーク[12]」8キロコースを開催。
- 1984年：森林公園ラブウォークを「ふれあいウォーク」に改称、コースは前年同様、森林公園から松山第一小学校までの8キロコース。
- 1987年：日本スリーデーマーチが第10回の記念大会を迎える機を捉え、日本の呼びかけで8か国（オランダ、スイス、アイルランド、ルクセンブルグ、デンマーク、ベルギー、オーストリア）による国際マーチングリーグ（IML）が結成され、日本スリーデーマーチが最初の大会となった（2017年現在、世界26か国28大会がIML加盟）。15キロコースを廃止し、20キロコースを新設。「ヒガシマツヤマ宣言」を発表し、1987年をウォーキング・ルネッサンス元年とした。高坂彫刻プロムナード【高田博厚彫刻群】に14体の彫刻が11月1日のスリーデーマーチに合わせて整備され、「高田博厚彫刻通り鑑賞ウォーク」を開催、外国人を含む50人が参加。
- 1989年：日本マーチングリーグ（JML）が、全国7大会（瀬戸内ツーデーマーチ[13]、南房総フラワーマーチ[14]、北海道ツーデーマーチ[15]、飯田やまびこツーデーマーチ[16]、でっかいどうオホーツクマーチ[17]、名護やんばるマーチ[18]）の加盟により結成。2017年現在、全国18大会。千年谷公園でオランダ・ナイメーヘン市長と東松山市長による日蘭友好記念植樹（マロニエ）が行われた。
- 1993年：国際市民スポーツ連盟（IVV）の認証大会になる。
- 1994年：ウォークに水泳、自転車を組み合わせた「ジョイアスロン[19]」の認証大会になる。
- 1996年：車いすの障害者らにサポーターが付き添って歩く「ゆっくりウォーク」開始。
- 1997年：20回記念大会。東松山市・ナイメーヘン市姉妹都市記念碑[20]建立。岐阜県本巣市(旧根尾村)より国指定天然記念物「根尾谷淡墨ザクラ」の苗木が送られ、当時105歳の双子、きんさんぎんさんの手により庁舎前広場に「薄墨桜」として植樹。
- 2001年：10キロ、20キロ、30キロ、50キロコースに加え、5キロコースを新設した。
- 2002年：25回記念大会。世界25か国518人を含め、延参加者数108,998人を記録。
- 2003年：事前登録制度の料金改定や開催地割引制度を導入し登録参加費用を大幅に見直す。
- 2004年：環境省の主唱する「環境（わ）のくらし・地球温暖化防止キャンペーン大会」として開催。
- 2007年：30回記念大会。延べ参加人数111,052人と大会史上最多参加者数を更新。
- 2011年：東日本大震災復興応援ウォークとして開催。大会運営に中学生ボランティアが参加開始。
- 2012年：35回記念大会。延べ参加人数123,658人と大会史上最多参加者数を更新。宮城県東松島市から歩いて運んだ火による「絆キャンドルストリート」開催。
- 2013年：彩の国食と農林業の祭典ドリームフェスタと第31回東松山市農業祭東松山マルシェを同時開催。
- 2014年：市制施行60周年・JWA創立50周年記念大会。国際市民スポーツ連盟アジアンピアード大会。
- 2016年：オランダ王国ナイメーヘン市との姉妹都市提携20周年表敬訪問及び第100回インターナショナルフォーデーズマーチに東松山市長参加。
- 2017年：40回記念大会。延べ参加人数100,998人を記録。姉妹都市オランダ王国ナイメーヘン市長、国際マーチングリーグ役員が参加。
- 2019年：第42回大会は、令和元年東日本台風の被害により参加者の安全確保が難しいとの判断から中止が決定した[21][22]。
- 2020年：第43回大会は、新型コロナウイルス感染症の状況から参加者の安全確保が難しいとの判断から中止が決定した[23]。
- 2021年：第44回大会は、コロナ禍の影響により、参加を事前登録者のみに絞って縮小開催した[24]。
- 2022年：第45回記念大会。4年ぶりに通常大会を開催し、延べ5万人の参加者を記録した[25]。記念大会特別イベントとして、東松山市應援團員[26]のさくまひでき、Tomo_Yoのミニライブ、登山家の大山光一[27]「ウォーキングのまちから富士山に登ろう!!」報告会のほか、大会の歴史を振り返るトークセッションを行った。
- 2024年：東松山市市制施行70周年記念特別企画[28]として、合計70キロ以上の完歩で記念品をプレゼントする「めざせ70km完歩」を実施する。[29]

## ギャラリー

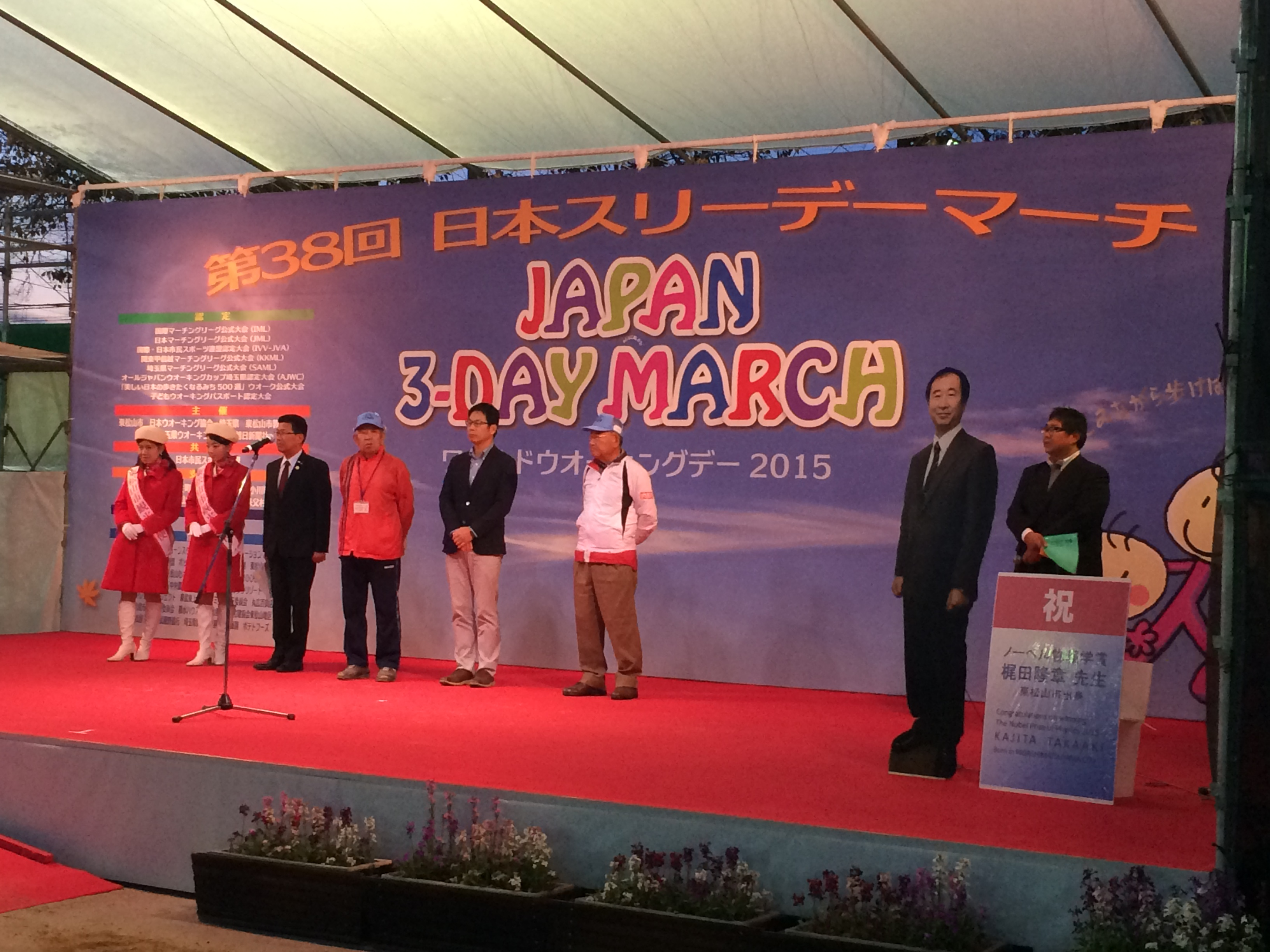
中央会場での出発式
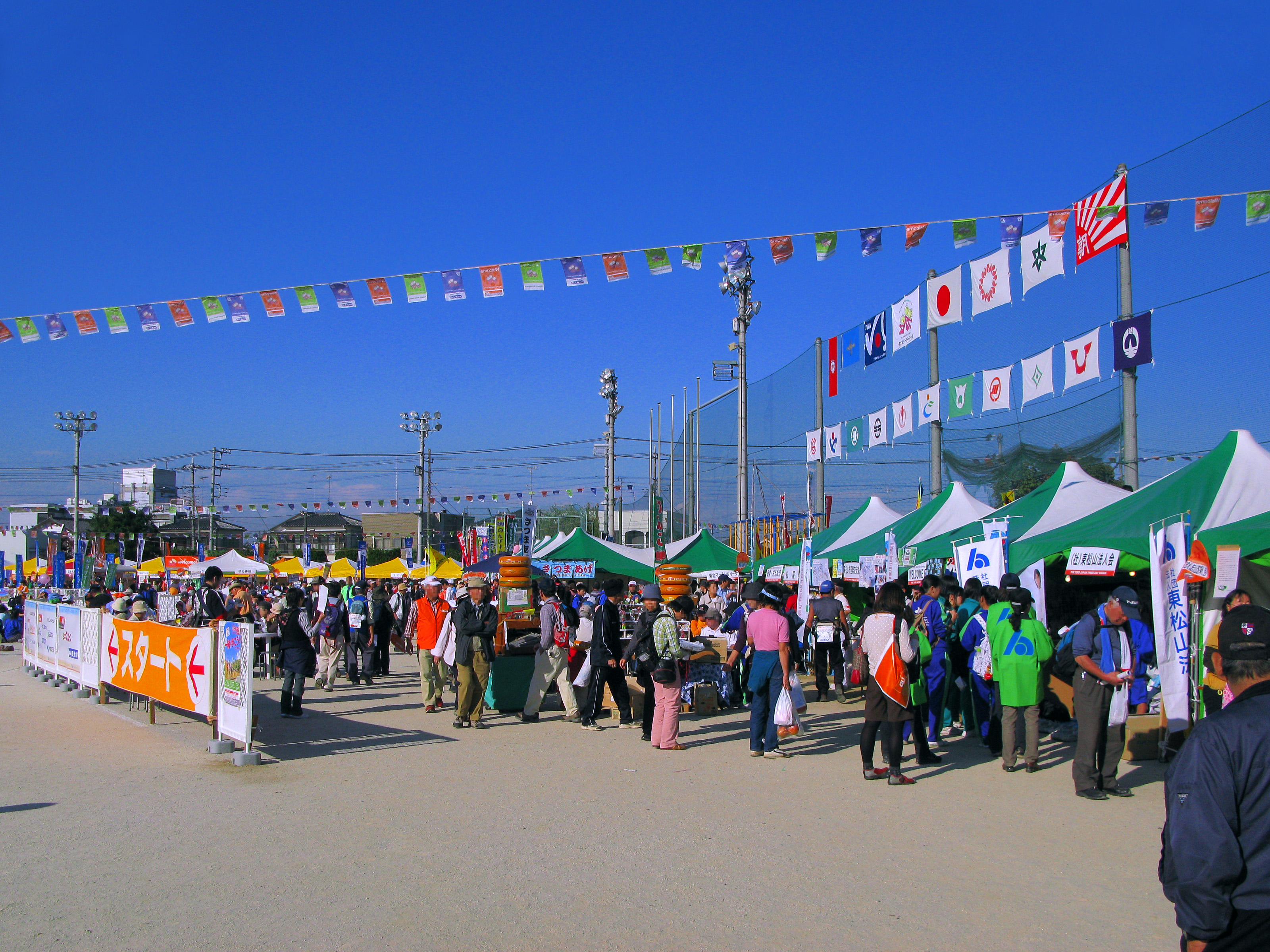
中央会場
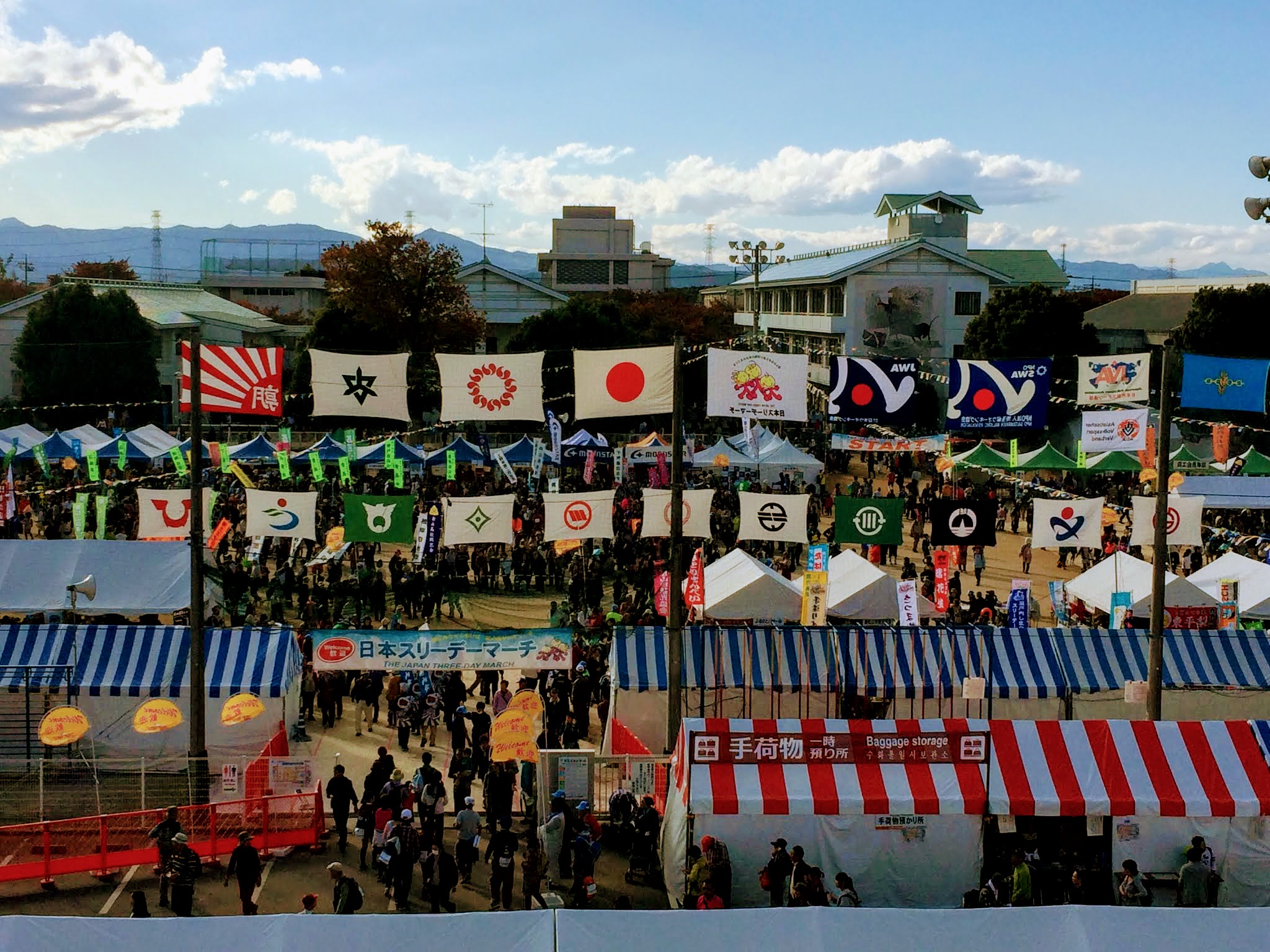
中央会場の旗
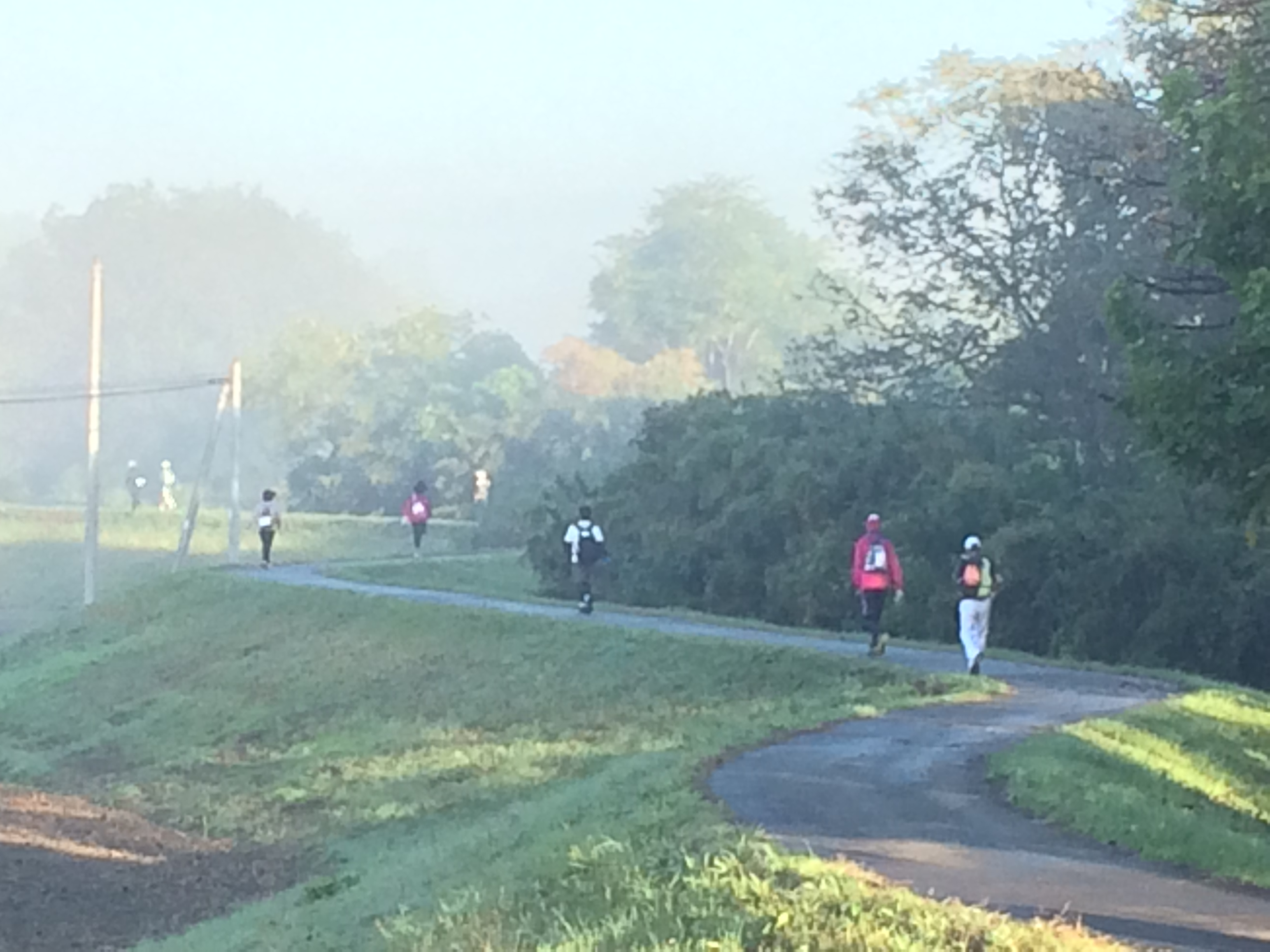
朝もやの神戸大橋付近
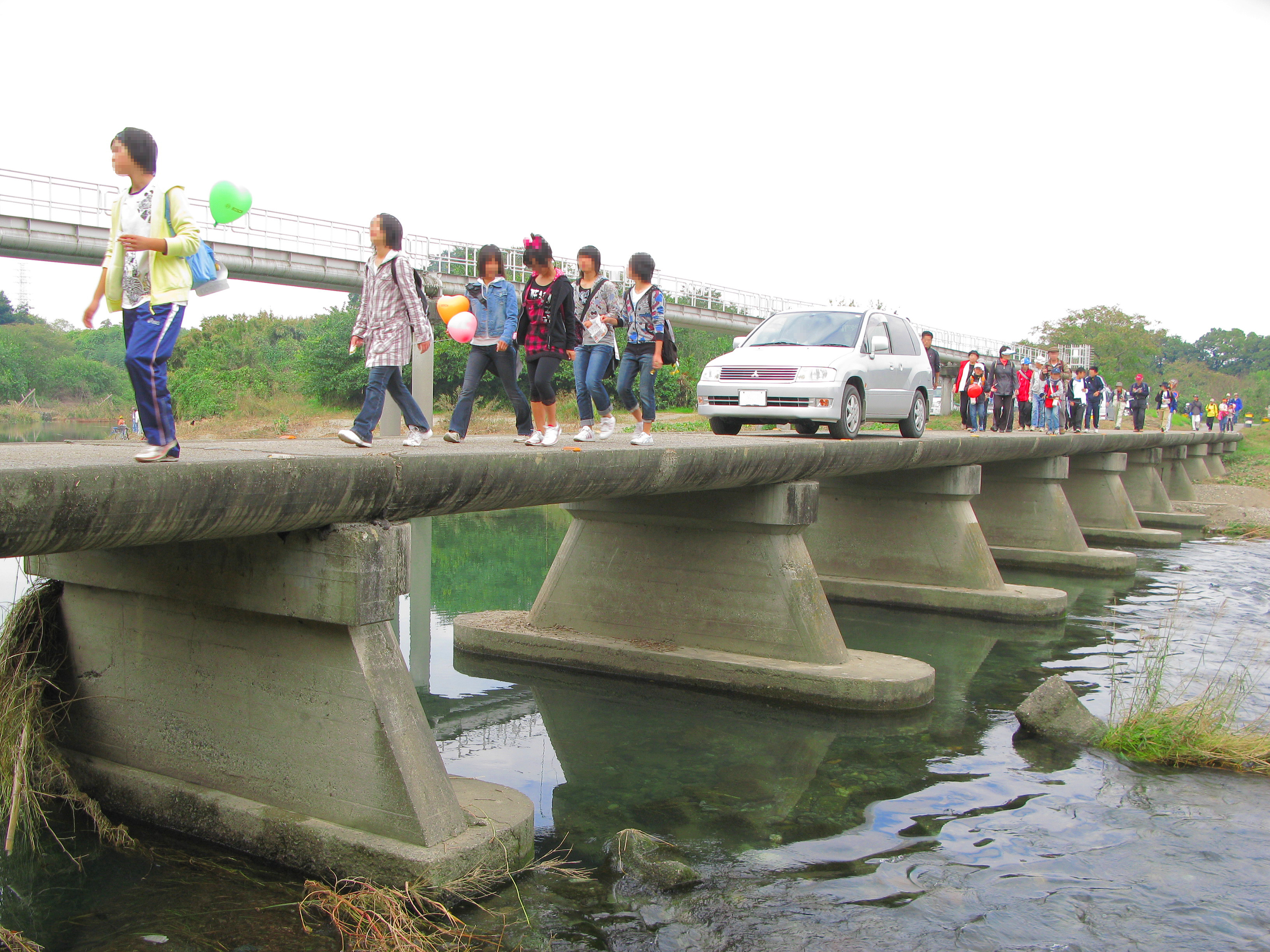
都幾川を渡る（都幾川・千年谷公園ルート20・30km コース）
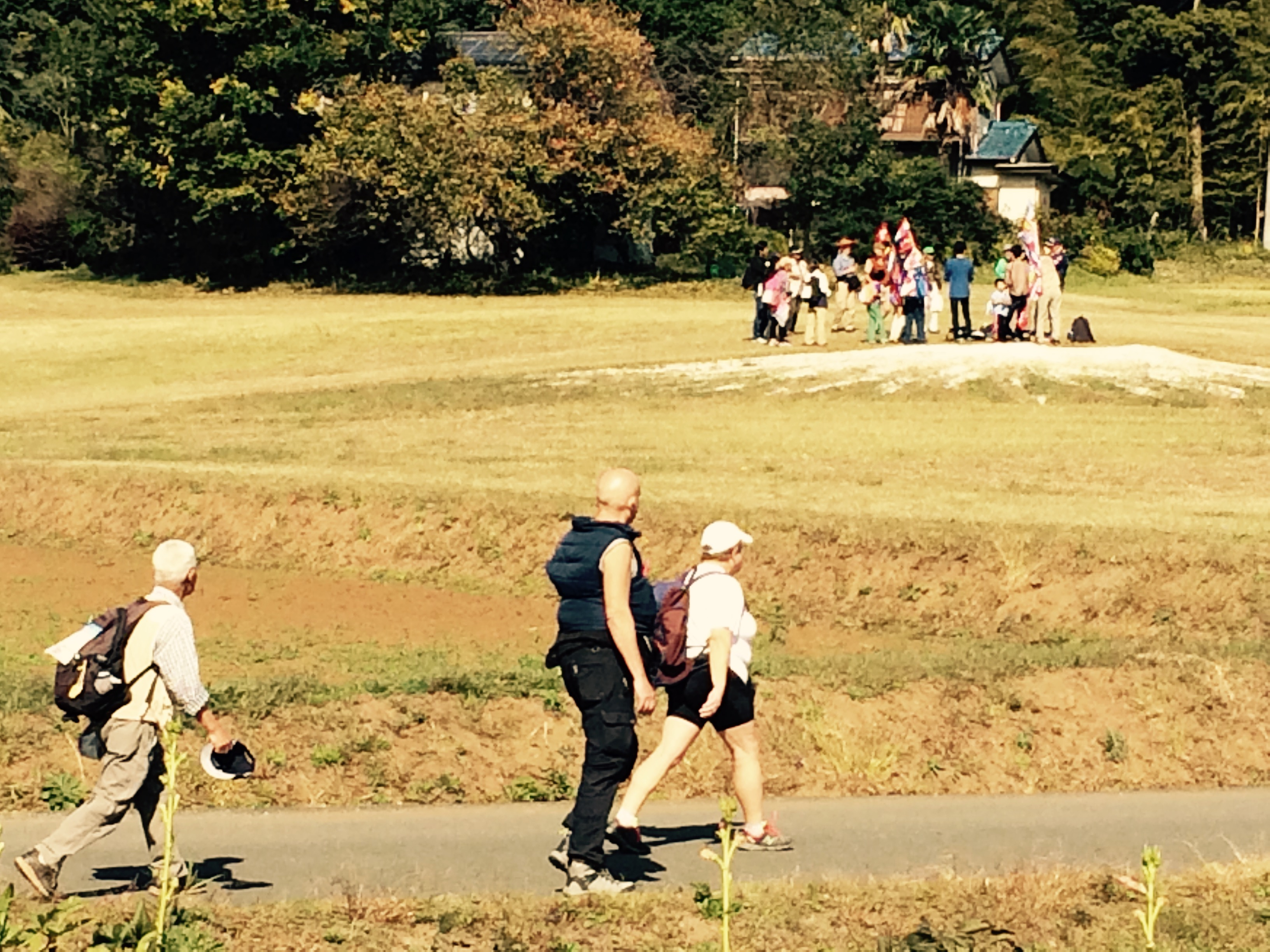
ランドアート
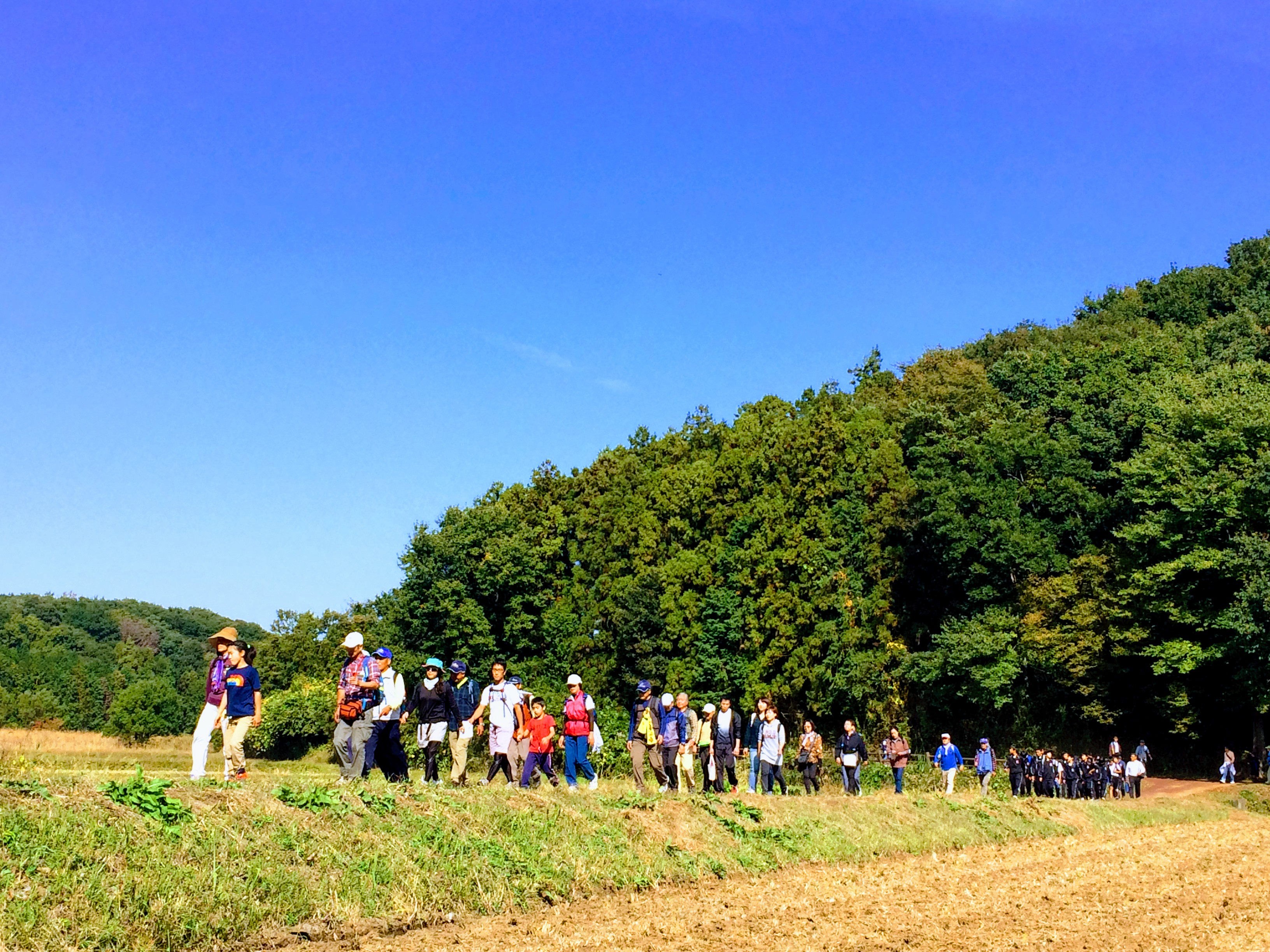
比丘尼山
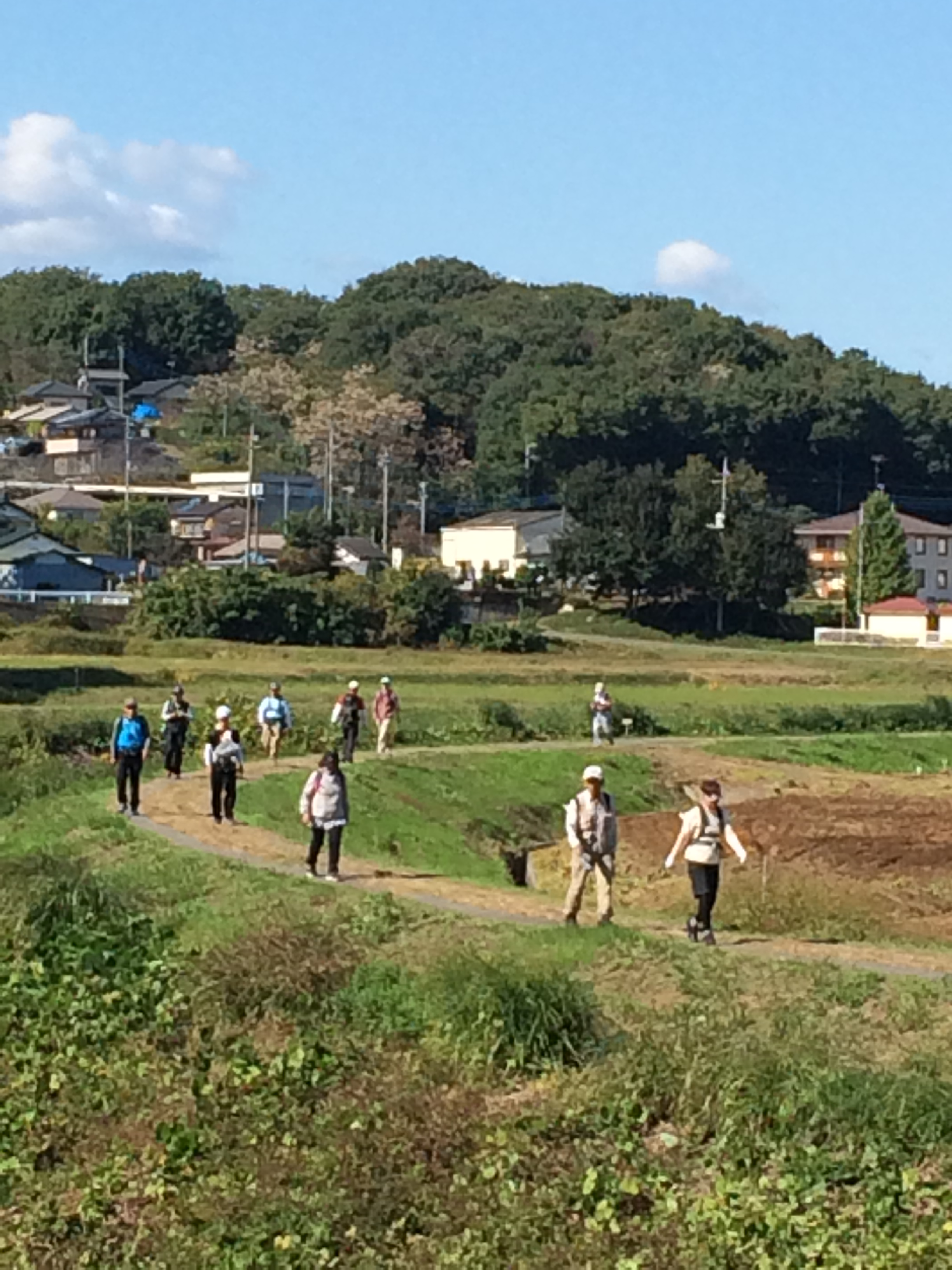
鳩山町
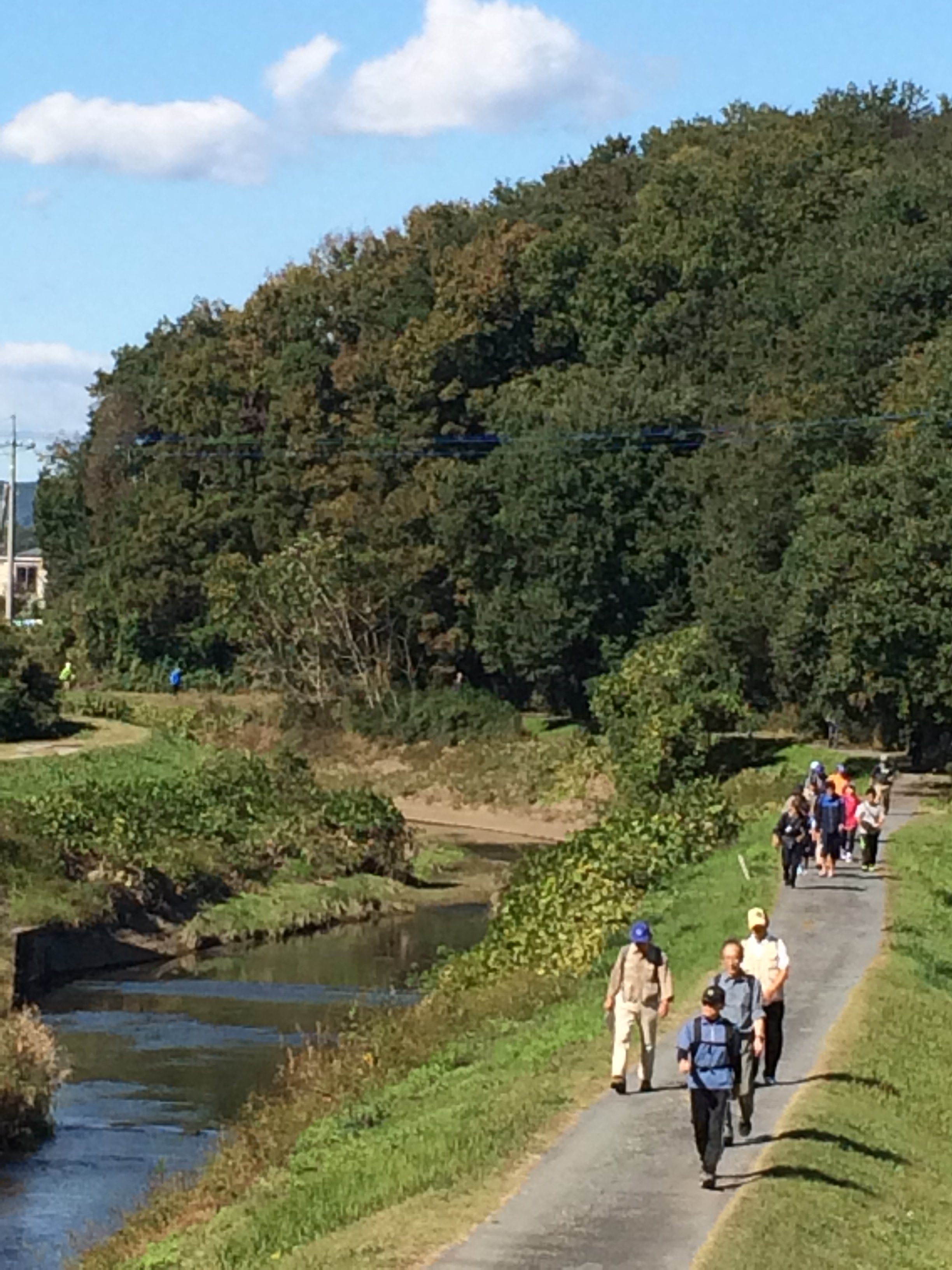
鳩山町
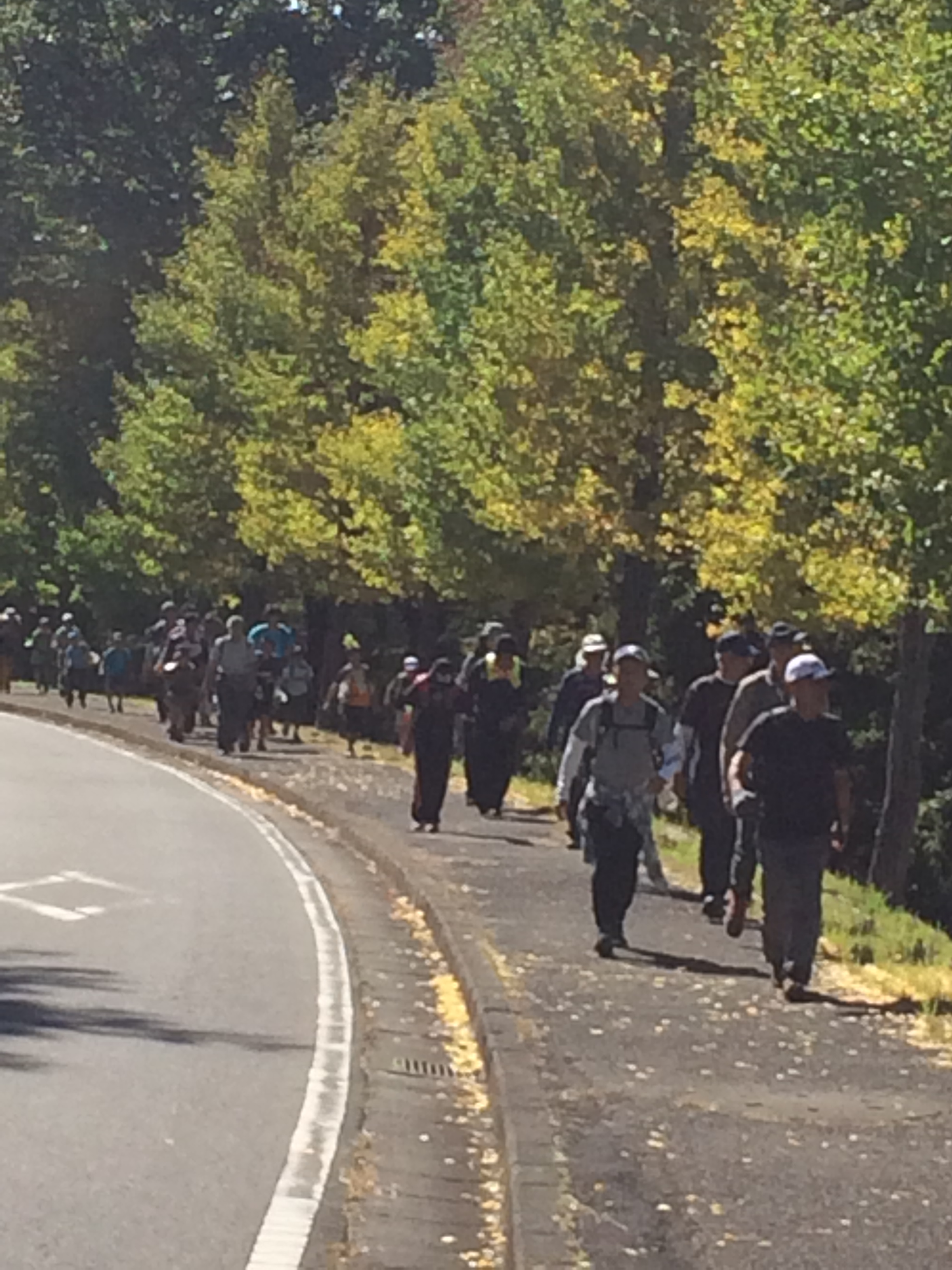
東京電機大学付近の上り坂
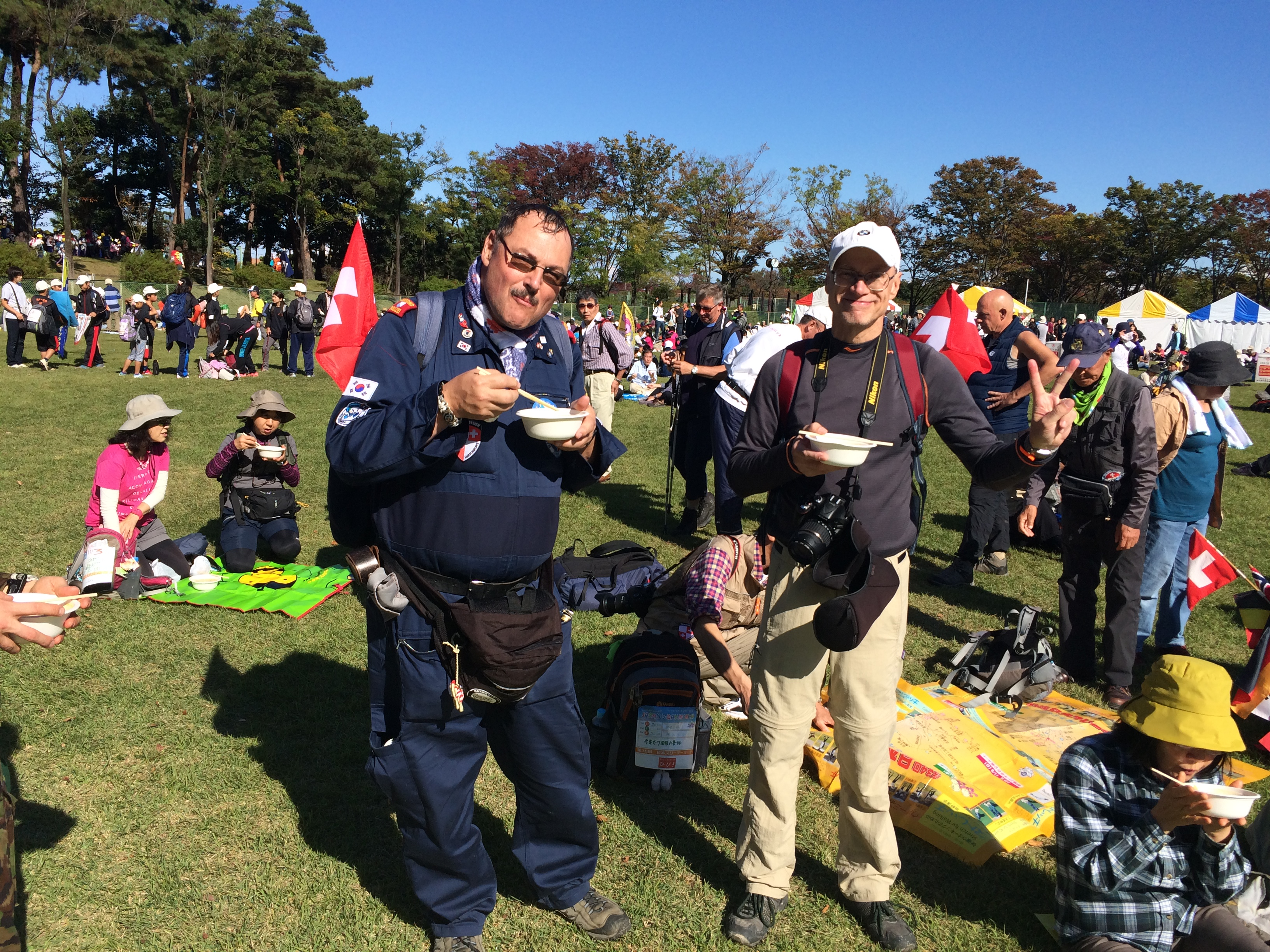
千年谷公園の様子
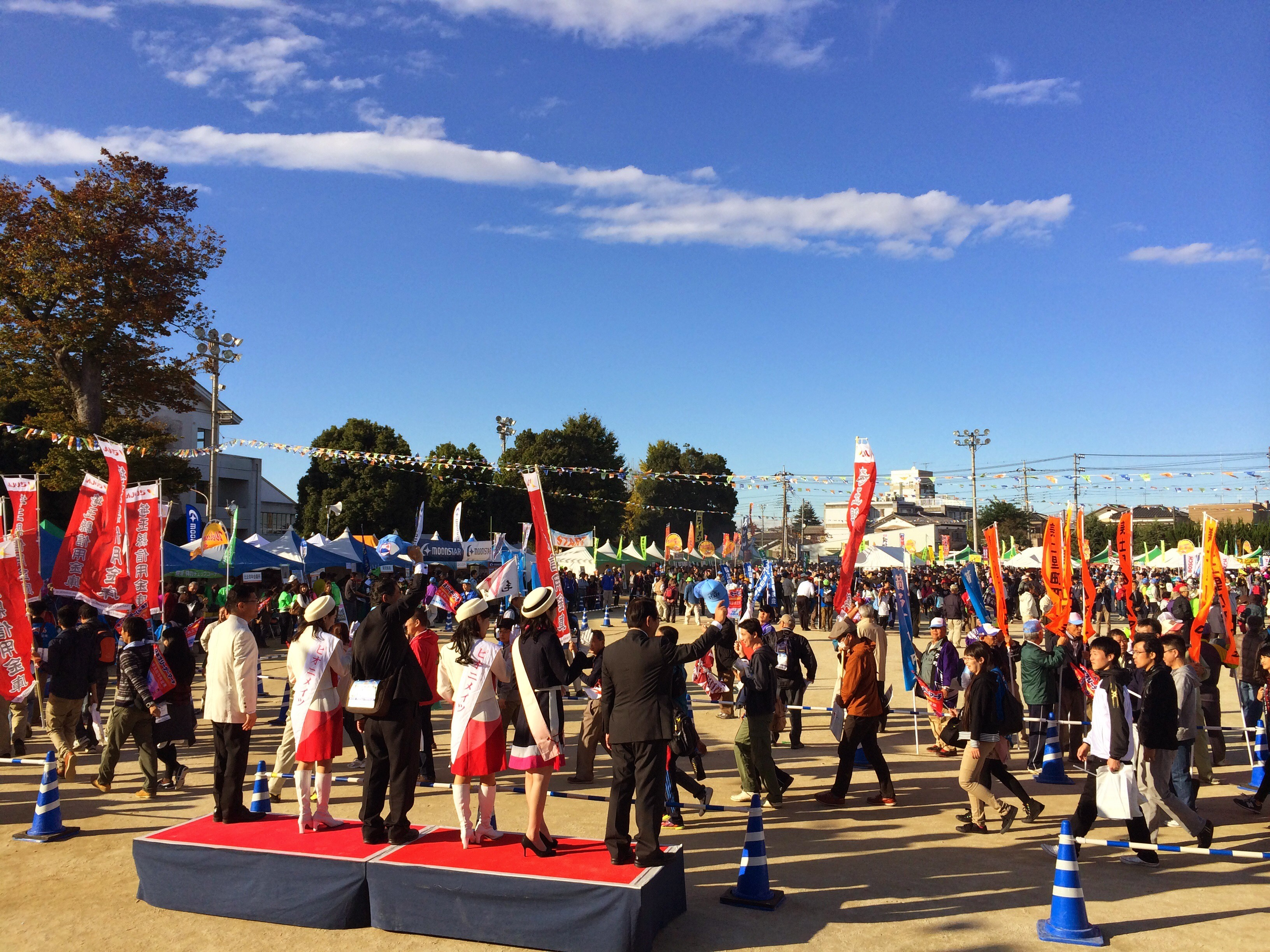
パレードゴール
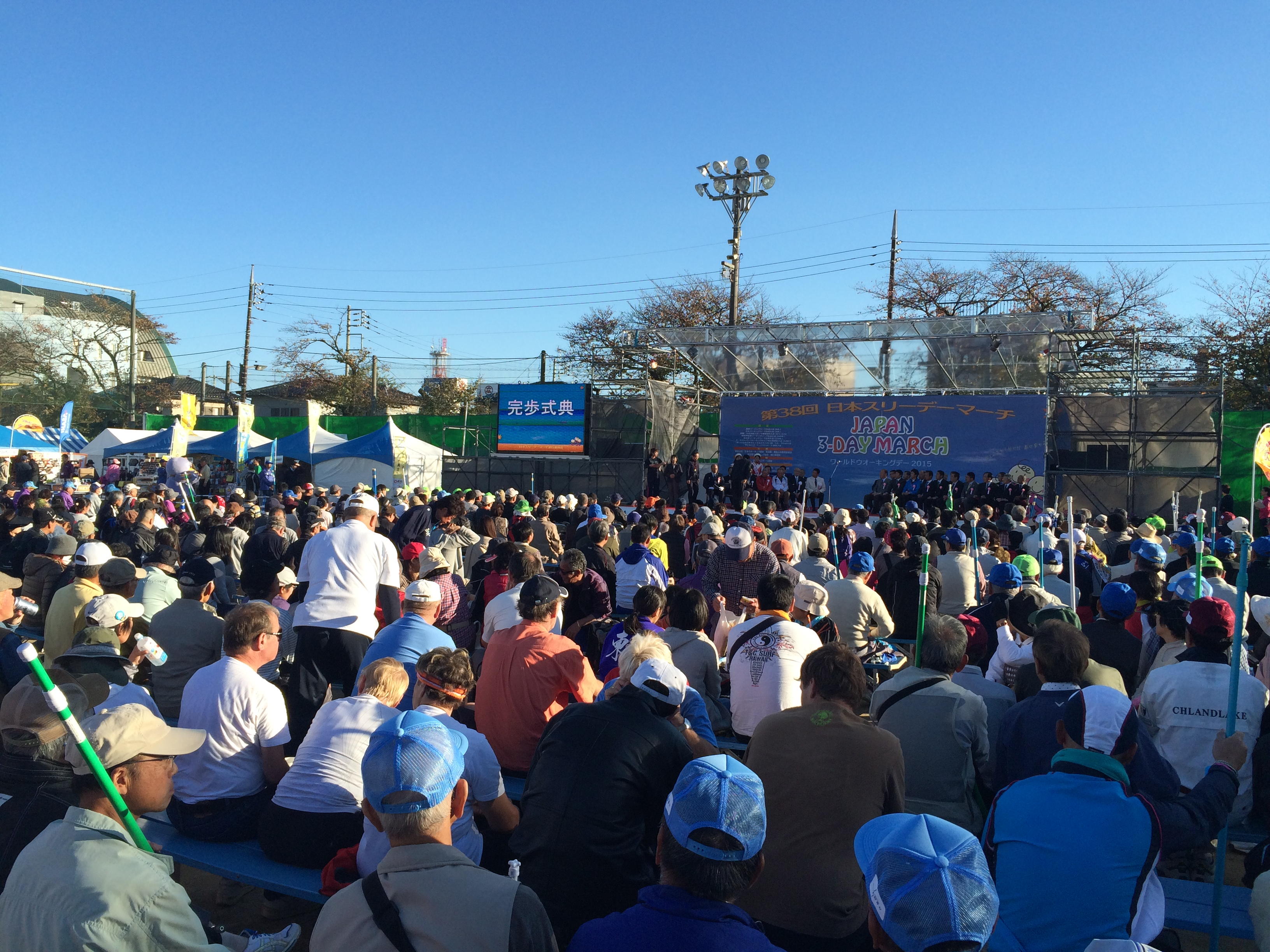
パレード隊が集結する中央会場
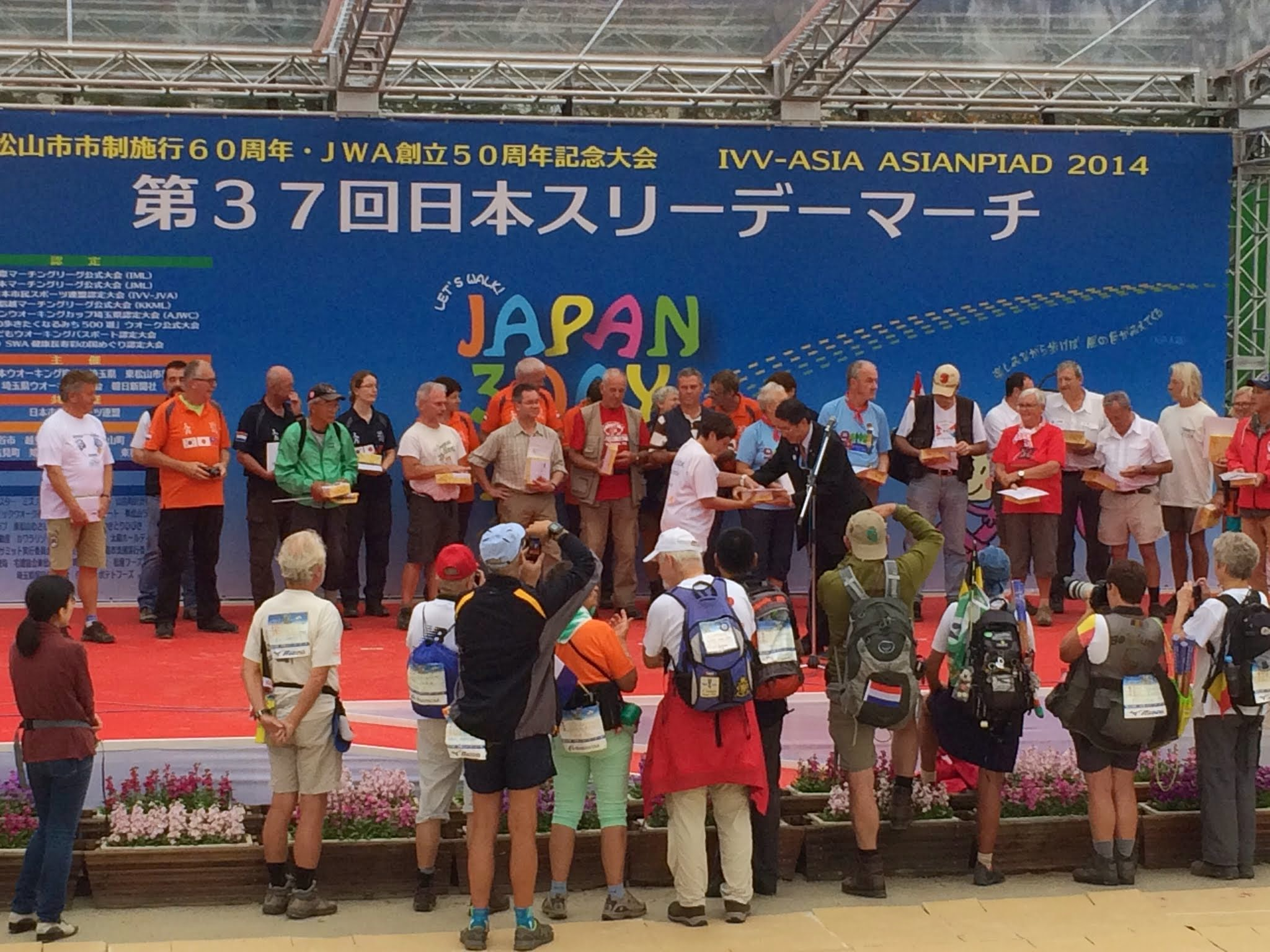
マーチングリーグ表彰式